# تترای صفحه‌ای
تترا صفحه‌ای (نام علمی: Brachychalcinus orbicularis)، یک ماهی از خانواده کاراسینان و همه‌چیزخوار است که در رودخانه‌ها، نهرها و شاخه‌های فرعی مناطق گرمسیری آمریکای جنوبی یافت می‌شود. 